# فرانسوا وربوون
فرانسوا وربوون (فرانسوی: François Verboven‎) ژیمناست هنری اهل بلژیک بود. از افتخارات وی میتوان به کسب مدال نقره تیمی تمامی اسباب مردان در بازی‌های المپیک تابستانی ۱۹۲۰ اشاره کرد.